# Kinda
A Kinda a Doctor Who sorozat 118. része, amit 1982. február 1.-e és február 9.-e között adtak négy epizódban.

## Történet
Egy békés, paradicsomi bolygón, a Deva Lokán vizsgálódik egy expedíció, s a betelepítés lehetőségeit vizsgálják. Az expedíció tagjai közül azonban többen eltűnnek. A Doktor és társai is ide érkeznek. Tegant álmában egy gonosz erő, a Mara szállja meg. A bolygó lakói, a kindák primitívek, de telepatikus képességekkel rendelkeznek. A Doktor a bennszülöttekkel le tudja a Marát győzni.

## Epizódlista
| Epizód sorszáma | Bemutató napja   | Hossza | Nézők száma (millió) |
| --------------- | ---------------- | ------ | -------------------- |
| 1.              | 1982. február 1. | 24:50  | 8,4                  |
| 2.              | 1982. február 2. | 24:58  | 9,4                  |
| 3.              | 1982. február 8. | 24:17  | 8,5                  |
| 4.              | 1982. február 9. | 24:28  | 8,9                  |

## Könyvkiadás
A könyvváltozatát 1984. március 15.-n adta ki a Target könyvkiadó. Írta Terrance Dicks.

## Otthoni kiadás
- VHS-n 1994 októberében adták ki.
- DVD-n 2011. március 7.-n adták ki a Snakedance című résszel, a "Mara Tales" című dobozban.

### Fordítás
- Ez a szócikk részben vagy egészben  a   Kinda című angol Wikipédia-szócikk fordításán alapul.  Az eredeti cikk szerkesztőit annak laptörténete sorolja fel. Ez a jelzés csupán a megfogalmazás eredetét és a szerzői jogokat jelzi, nem szolgál a cikkben szereplő információk forrásmegjelöléseként.